# Monsonia umbellata
Monsonia umbellata är en näveväxtart som beskrevs av William Henry Harvey. Monsonia umbellata ingår i släktet hottentottnävor, och familjen näveväxter. Inga underarter finns listade i Catalogue of Life.